# Алегр (Гар)
Алегр (фр. Allègre) насеље је и општина у јужној Француској у региону Лангдок-Русијон, у департману Гар која припада префектури Алес.
По подацима из 2011. године у општини је живело 798 становника, а густина насељености је износила 32,45 становника/km². Општина се простире на површини од 24,59 km². Налази се на средњој надморској висини од 135 метара.

## Демографија
| 1962. | 1968. | 1975. | 1982. | 1990. | 1999. | 2011. |
| ----- | ----- | ----- | ----- | ----- | ----- | ----- |
| 538   | 563   | 577   | 581   | 623   | 616   | 798   |

График промене броја становника у току последњих година